# Villa Barbaro
| Imagem: Cidade de Vicenza e Villas de Palladio no Véneto | A Villa Barbaro está incluída no sítio "Cidade de Vicenza e Villas de Palladio no Véneto", Património Mundial da UNESCO. |  |

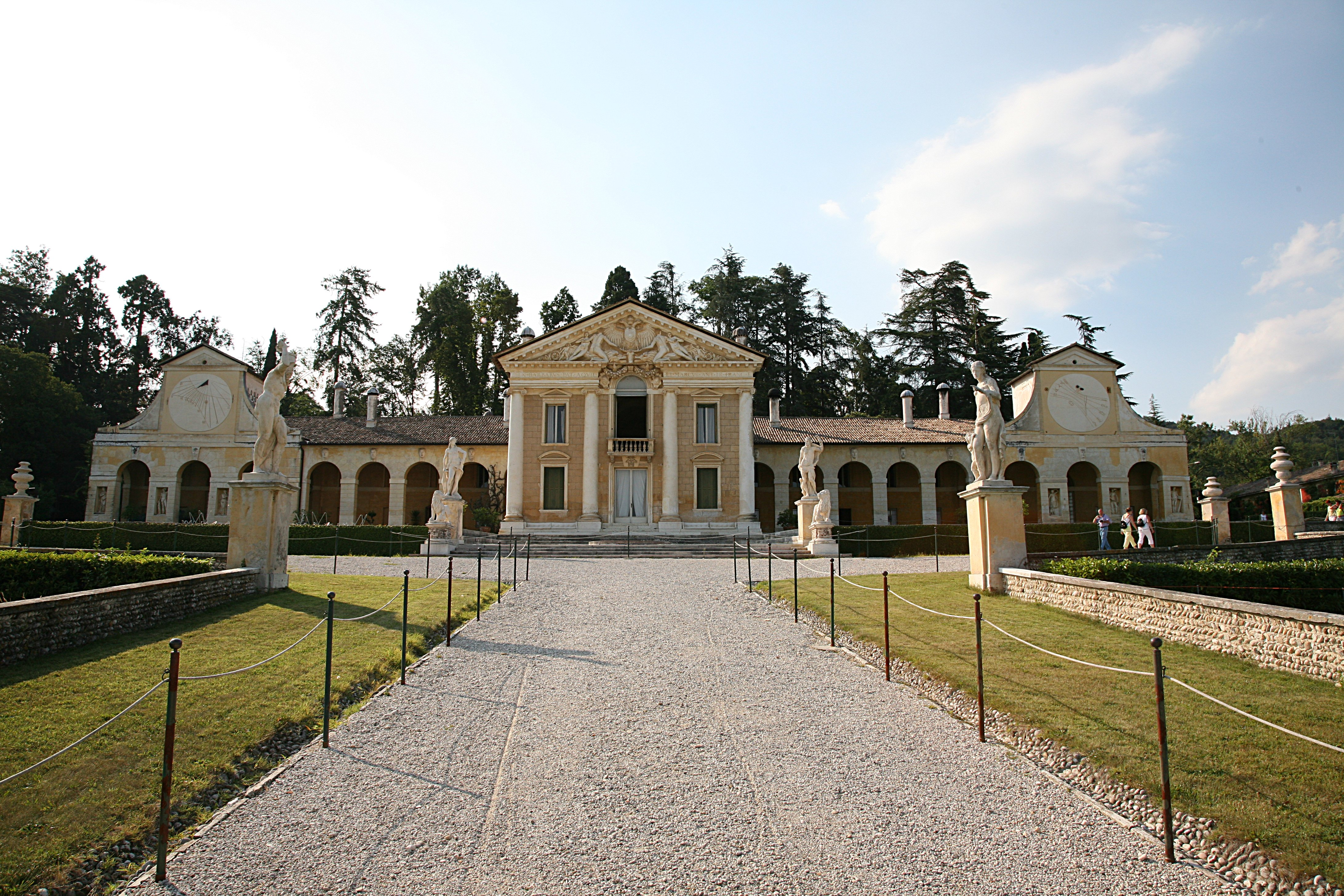
Fachada da Villa Barbaro.

A Villa Barbaro, também conhecida como Villa di Maser ou Villa Volpi, é uma villa italiana do Véneto situada em Maser, Província de Treviso. Foi desenhada pelo arquitecto italiano Andrea Palladio, entre 1554 e 1560, para dois dos seus mais importantes mecenas, os irmãos Barbaro: Daniele Barbaro, Patriarca de Aquileia e Embaixador da República de Veneza junto da Rainha Isabel I de Inglaterra, e o seu irmão Marcantonio Barbaro, um embaixador do mesmo Estado junto do Rei Carlos IX da França. A família Barbaro é uma antiga família nobre veneziana que já ostentava cargos na República de Veneza no século IX.
Palladio transformou o velho palácio medieval da família numa esplêndida habitação de campo, adequada ao estudo das artes e à contemplação intelectual, decorada com um ciclo de afrescos que representa uma das obras-primas de Paolo Veronese.
O complexo da villa, que também inclui um templo palladiano, está classificado, desde 1996, como Património Mundial da Humanidade pela UNESCO, juntamente com as outras villas palladianas do Véneto.

## História

### O projecto de Palladio

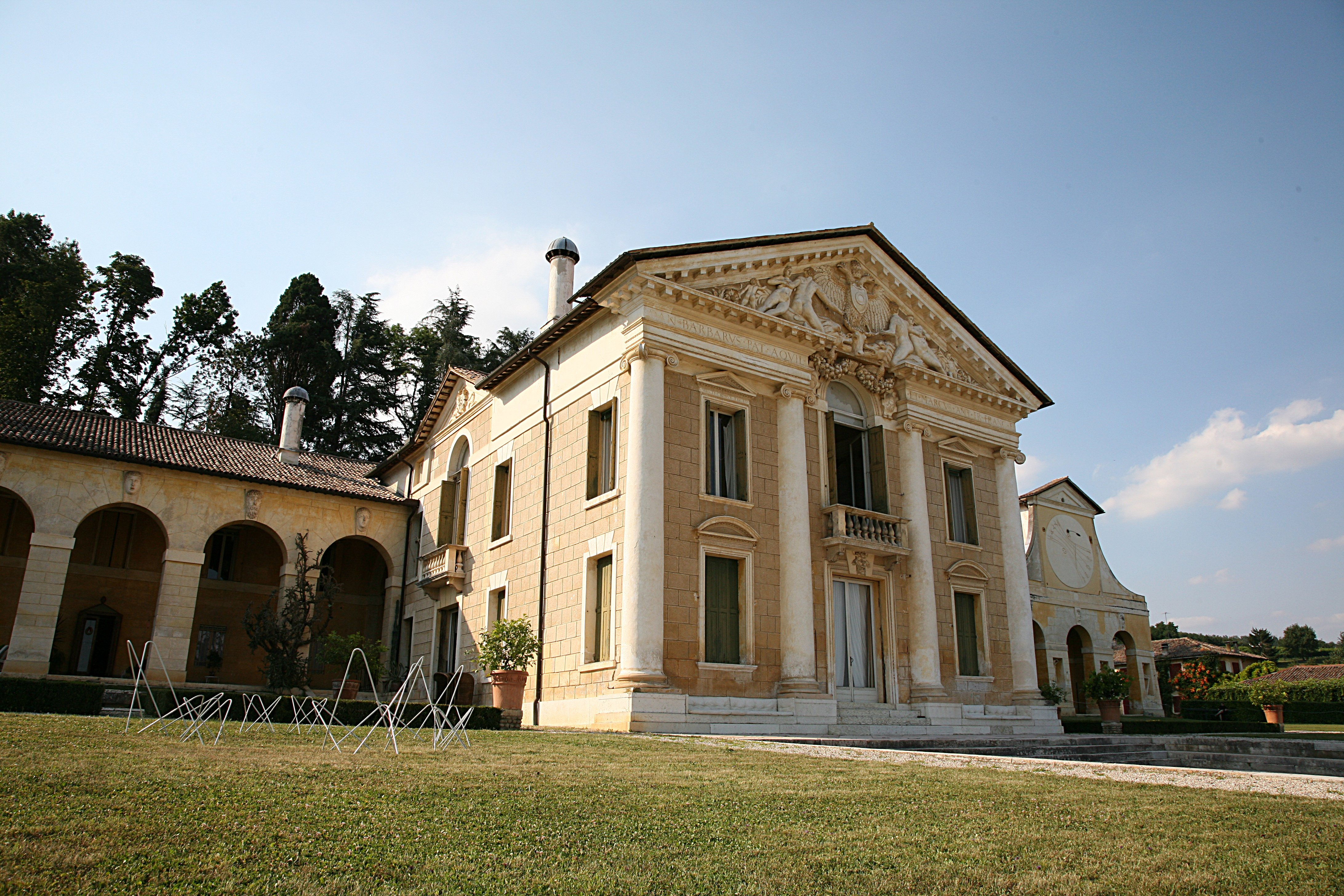
Aspecto geral do corpo principal.

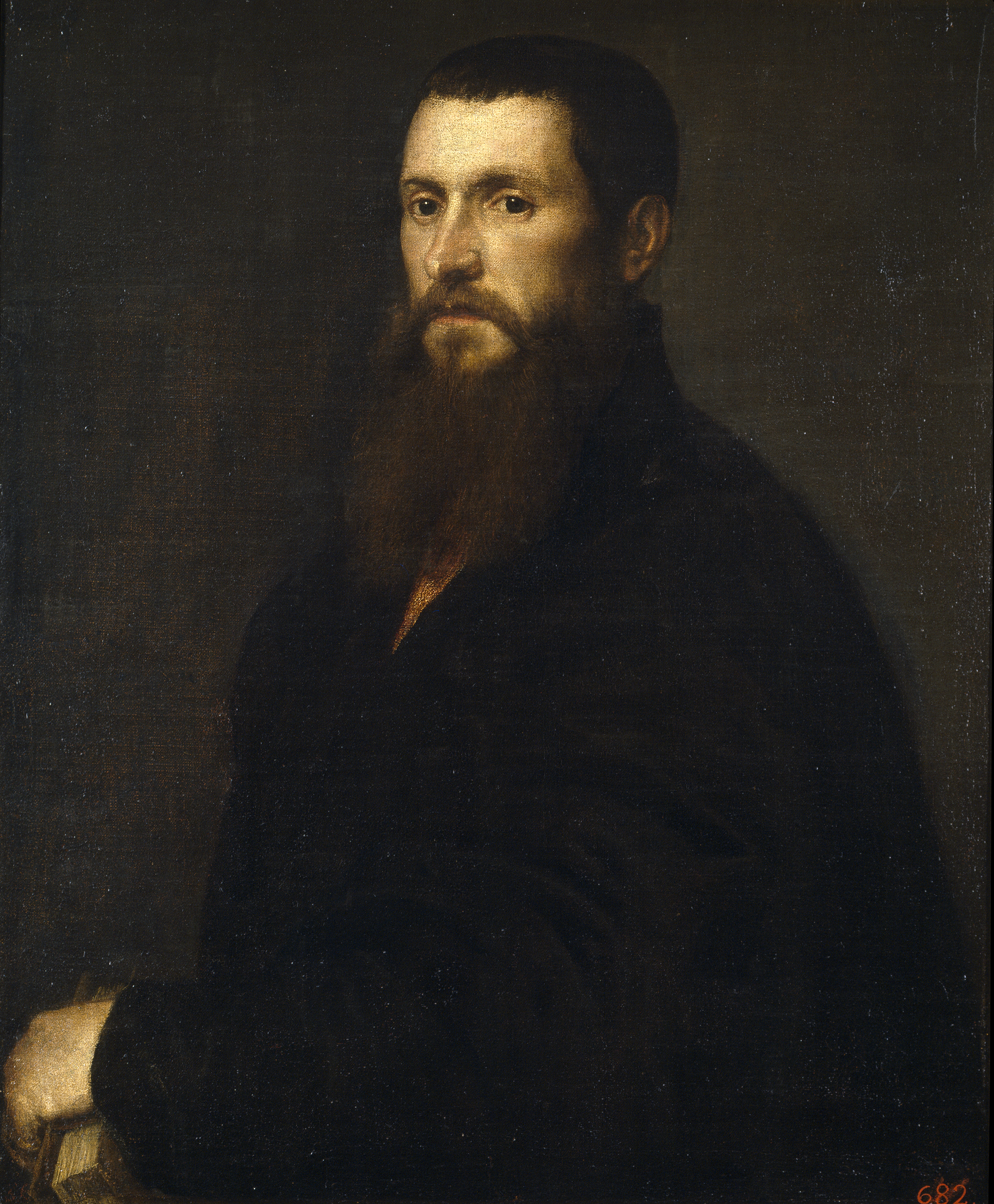
Daniele Barbaro, por Tiziano.

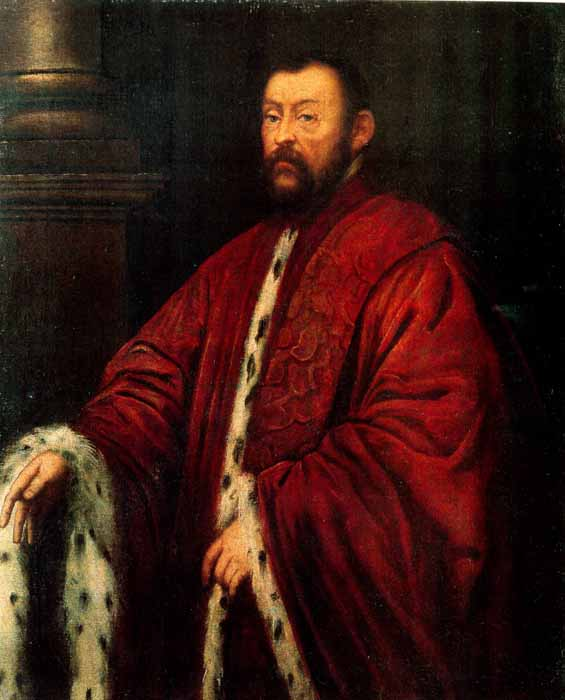
Marcantonio Barbaro, por Tintoretto.

No início da década de 1550, a realização da villa para os irmãos Barbaro em Maser costituiu para Palladio um ponto de viragem importante na definição da nova tipologia de edifício de campo. Pela primeira vez, de facto, embora a solução tenha precedentes nas villas quatrocentistas, a casa dominical e as alas laterais são alinhadas numa unidade arquitectónica compacta. Em Maser, isto está provavelmente relacionado com a particular localização da villa nas encostas duma colina: a disposição em linha garantia uma melhor visibilidade da estrada abaixo e, de resto, a orografia do terreno teria imposto dispendiosos terraceamentos com alas dispostas segundo a tendência do declive.
Se é verdade que de muitas maneiras a villa mostra marcadas diferenças em relação às outras realizações palladianas, isso é, sem dúvida, fruto da interacção entre o arquitecto e um patronato de excepção. Daniele Barbaro é um homem refinado, profundo estudioso da arquitectura antiga e mentor de Palladio depois da morte de Giangiorgio Trissino, em 1550: estiveram juntos em Roma no ano de 1554 para completar a preparação da primeira tradução e edição crítica do tratado De architectura de Vitrúvio, cuidada por Barbaro e ilustrada por Palladio, que veria a estampa em Veneza dois anos depois.
Marcantonio Barbaro, enérgico político e administrador, teve um papel chave em muitas escolhas arquitectónicas e, com o seu irmão Daniele, foi um incansável promotor da inserção de Palladio no ambiente veneziano. Ele próprio um entendido em arquitectura, recebeu uma explícita homenagem de Palladio nos Quattro Libri pela idealização duma escadaria ovalada.
Na construção da villa Palladio interveio com habilidade, trabalhando para transformar uma casa preexistente ligando-a às alas laterais rectilíneas e escavando na vertente da colina um ninfeu com uma pesqueira da qual, graças a um sofisticado sistema hidráulico, a água é transportada nos ambientes de serviço e depois chega aos jardins e ao pomar. Na legenda da página dos Quattro Libri que diz respeito à villa, Palladio põe em evidência esta mesma proeza que se remete para a hidráulica romana antiga. É evidente que, no lugar das villas agrícolas vénetas, o modelo da Villa Barbaro são as grandes residências romanas, como a Villa Giulia ou a Villa d'Este, que Pirro Ligorio realizava em Tivoli para o Cardeal Ippolito d'Este (ao qual, por outro lado, Barbaro dedica o Vitruvio).
As autoridades na matéria diferem no que diz respeito ao período de construção da villa. O historiador Adalbert dal Lago afirma que foi construída entre 1560 e 1570, enquanto outros dizem que a villa estava quase acabada em 1558. A opiniãpo de Hobson coincide com a de dal Lago, afirmando que a data de início foi provavelmente 1560. Hobson atribui a Daniele a decisão não só de construir a villa, como também da escolha do arquitecto e do escultor Alessandro Vittoria. Embora Daniele fosse um especialista em matéria artística, a villa, na verdade, estava destinada para o uso da família de Marcantonio e seus descendentes.

### A villa depois dos Barbaro

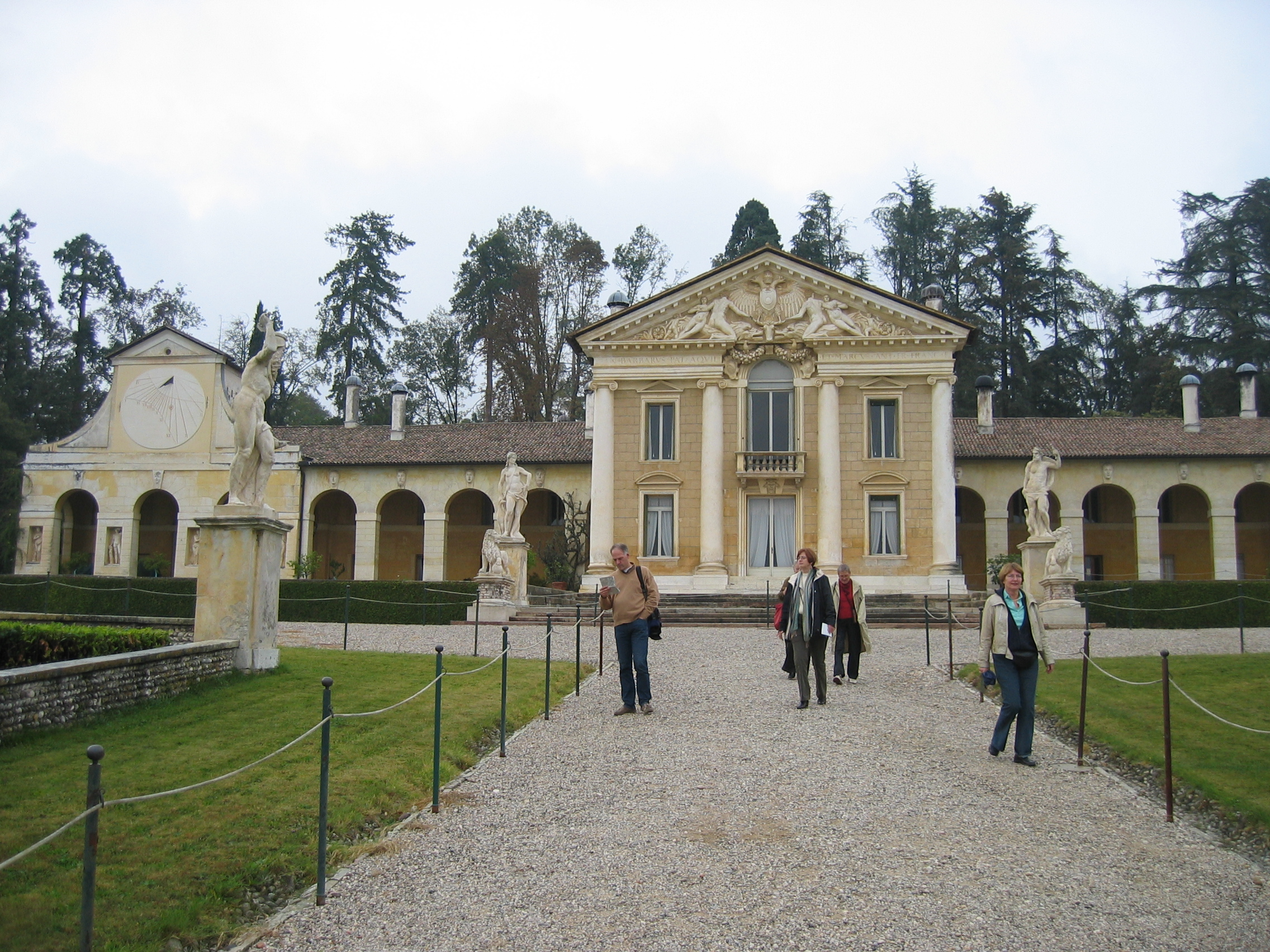
Vista parcial da Villa Barbaro na actualidade.

A linha masculina do ramo San Vidal de Barbaro, que era proprietária da Villa Barbaro, extinguiu-se no século XVIII e a villa passou por via feminina para as famílias aristoctráticas Trevisan e, logo depois, Basadonna. Finalmente, passou para a família Manin do ramo de Ludovico Manin, último Doge de Veneza da República de Veneza. Estes últimos venderam-na, em 1838, a Gian Battista Colferai, que já a tinha arrendada havia alguns anos, mas os seus herdeiros, para não dispenderem de verbas num bem indiviso com as irmãs, deixaram-na ficar completamente em ruínas. Em 1850, a villa foi adquirida pelo rico empresário industrial friulano Sante Giacomelli, que começou a restaurá-la e a renová-la, valendo-se da obra de artistas como Zanotti e Eugenio Moretti Larese.
Durante a Primeira Guerra Mundial, na villa tinha sede o comando do General Squillaci. Baterias do exército disparavam pelas colinas além do Rio Piave, mas o edifício permaneceu miraculosamente intacto.
Em 1934, o palácio foi adquirido pelo Conde Giuseppe Volpi, de Misurata, fundador do Festival de Cinema de Veneza e pai de Giovanni Volpi, o qual confiou a sua conservação à filha Marina, que se enamorou pelo edifício, ali se estabalecendo e continuando ao longo dos anos uma grande obra de restauro com vista a devolvê-lo à sua antiga glória. Actualmente, a villa é habitada pela sua filha, neta de Giuseppe Volpi, e pela família desta, podendo ser visitada pelo público 
Em 1996, a Villa Barbaro foi classificada pela UNESCO como Património Mundial da Humanidade inserida no sítio Cidade de Vicenza e Villas de Palladio no Véneto.
O complexo também é sede duma exploração agrícola que produz o vinho DOC que toma o nome da villa.

## Arquitectura

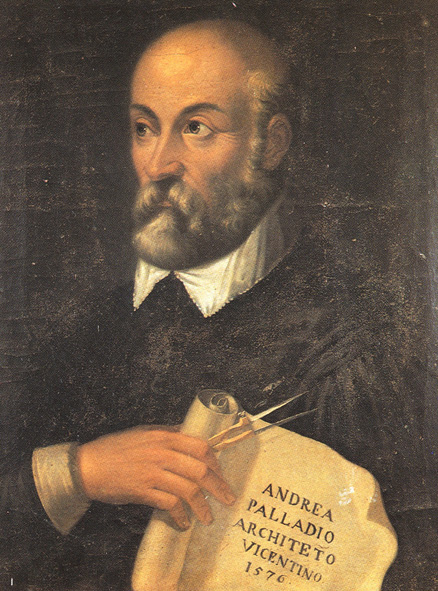
Andrea Palladio

Na sua obra I Quattro Libri dell'Architettura, Palladio descreve a Villa Barbaro da firma que se segue:
Cada parte do edifício, um pouco destacado para a frente, possui salas nos dois pisos. O nível das salas superiores é o mesmo das dos pátios de trás, onde em oposição à casa foi esculpida uma fonte no monte com vários ornamentos em estuque e alvenaria. Esta fonte forma um tanque que é utilizado para a pesca. A partir daqui separa-se a água. Ela corre até à cozinha e, em seguida, é a vez dos jardins, situados à direita e à esquerda da casa acessíveis subindo a estrada, serem irrigados por duas pesqueiras que se encontram localizadas na estrada pública. Daqui irriga a horta, que é muito grande e cheia de frutos excelentes e onde também são conservadas várias espécies selvagens. A fachada da casa senhorial tem quatro colunas em ordem jónica, os capitéis das colunas laterais são formados em dois lados... Tanto dum lado como do outro do edifício existem galerias que têm dois pombais nos seus extremos. Entre eles estão as adegas, estábulos e outras instalações utilitárias da villa.

### O exterior

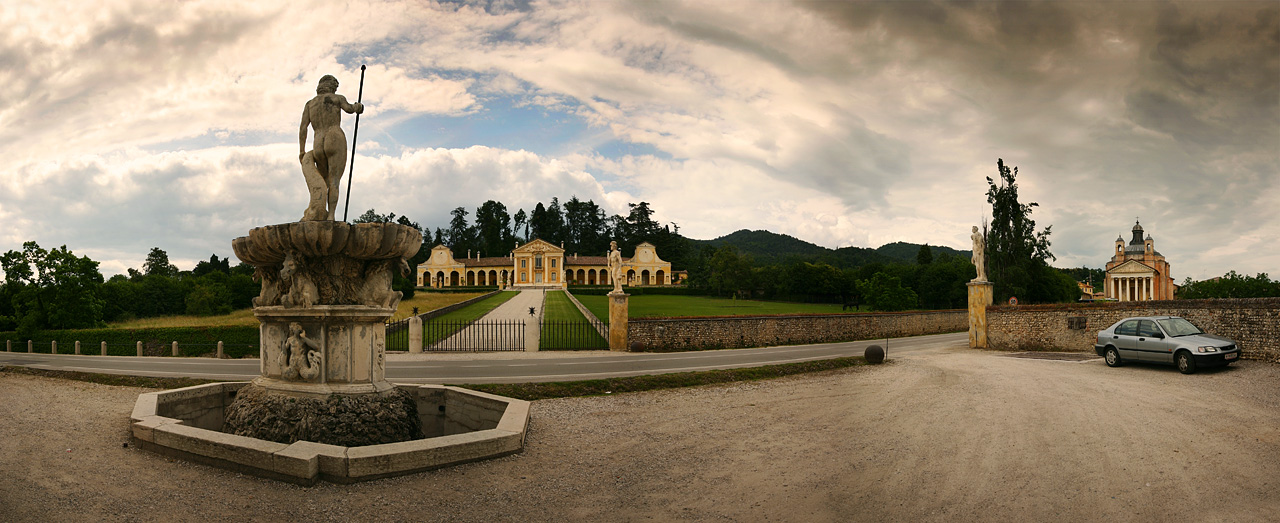
Vista geral do complexo: com a Fonte de Neptuno em primeiro plano, a Villa Bárbaro ao fundo e o Templo à direita.

Palladio planeou a villa com linhas baixas estendendo-se até um grande parque. O plano da planta baixa é complexo - rectangular, com salas perpendiculares ao longo dum grande eixo, o bloco central projecta e contém a principal sala de recepção. O bloco central, que está desenhado de forma a parecer-se com com o pórtico dum templo romano, está decorado com quatro colunas jónicas, um motivo que se inspira no Templo da Fortuna Viril, em Roma. Este mesmo bloco está coroado por um grande frontão con símbolos heráldicos da família Barbaro em relevo. Sob o frontão está uma inscrição em latim sobre o entablamento, onde se lê: "Daniel Barbaro, o Patriarca de Aquileia, e Marcantonio Barbaro, embaixador francês, os filhos de Francesco Barbaro".
O bloco central está flanqueado por duas alas simétricas. As alas têm dois pisos, mas a frente é uma arcada aberta. A Villa Barbaro é invulgar, uma vez que é a única das obras de Palladio desta época que coloca as salas da residência privada no piso superior das barchesse (isto é, as salas por trás das arcadas das duas alas): na maioria dos desenhos de Palladio estas alas eram simplesmente colunatas abertas, ou albergavam divisões secundárias de serviço. A propriedade de Moser era relativamente pequena e, por isso, não necessitava de grandes espaços de armazenamento como o que foi construído, por exemplo, na Villa Emo.
As alas acabam em pavilhões que apresentam grandes relógios de sol colocados dentro dos seus frontões. Pretendia-se que os pavilhões tivessem pombais no piso mais alto, enquanto as divisões de baixo se destinavam à produção de vinho, aos estábulos e ao uso doméstico. Em muitas das villas de Palladio, pavilhões semelhantes eram pouco mais que edifícios de lavoura mundanos por trás duma fachada que os ocultava. É uma característica típica das villas palladianas muito imitado e modificado na Arquitectura Palladiana que se desenvolveu como imitação de Palladio nos séculos seguintes.

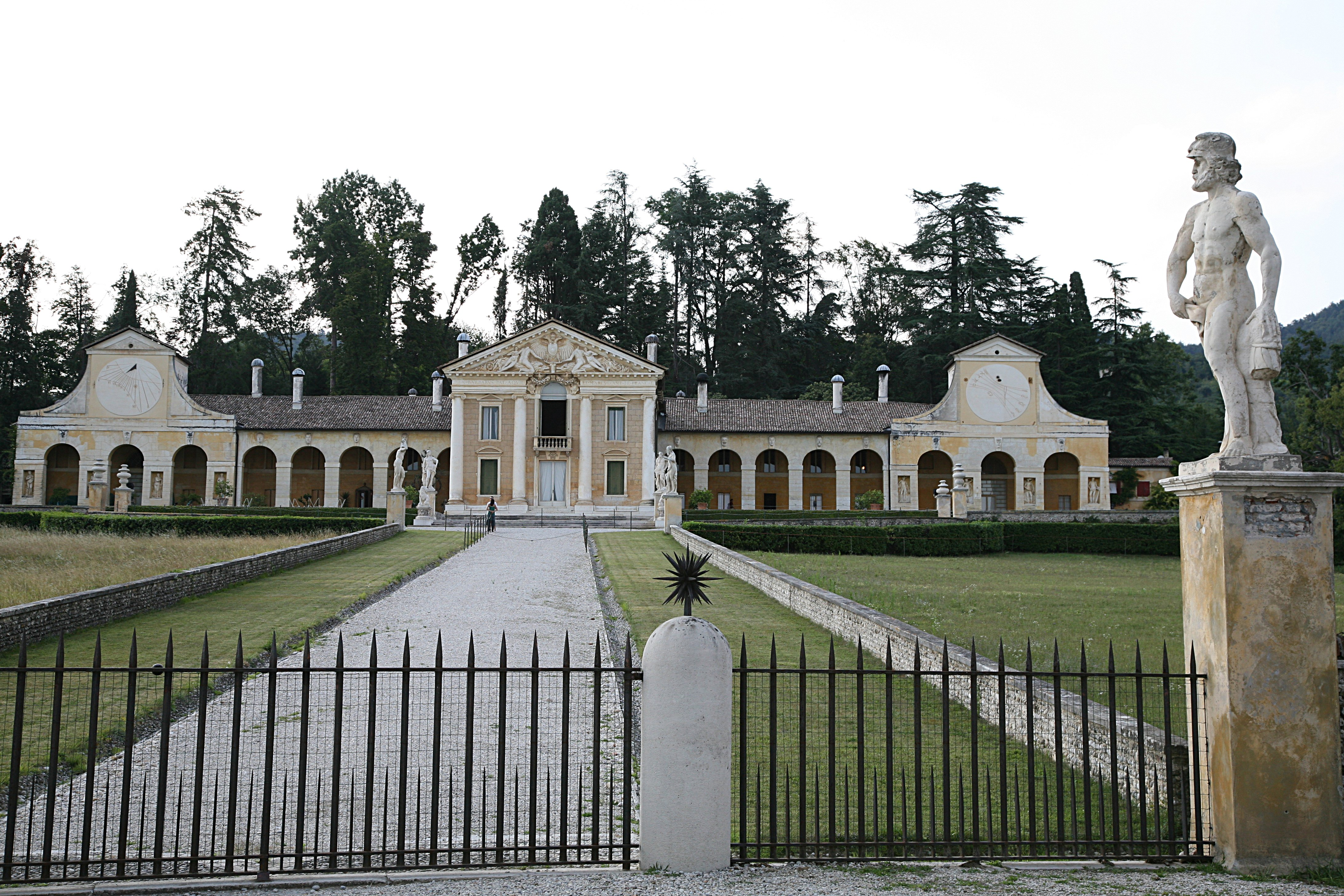
Vista geral da villa
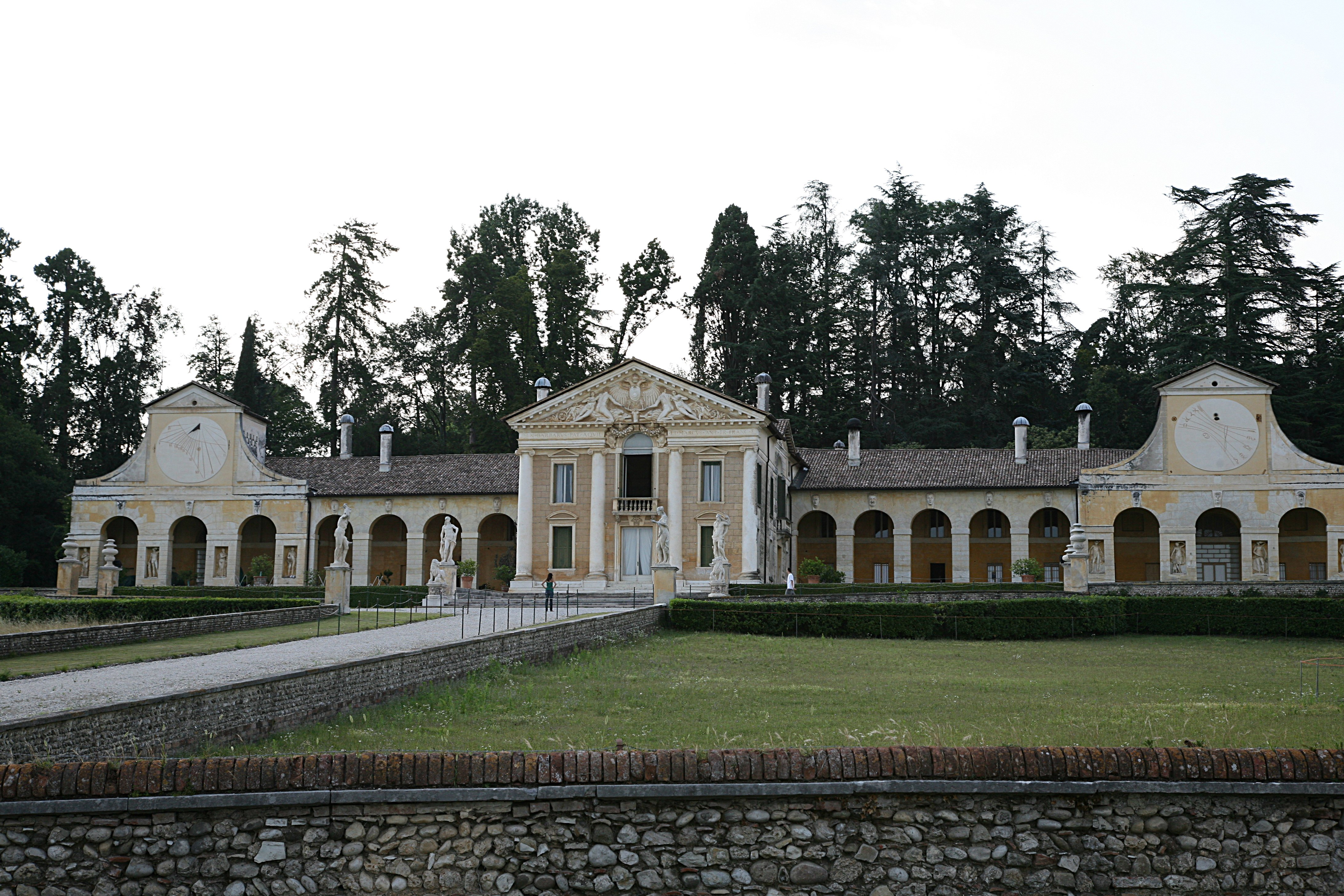
Vista geral da villa
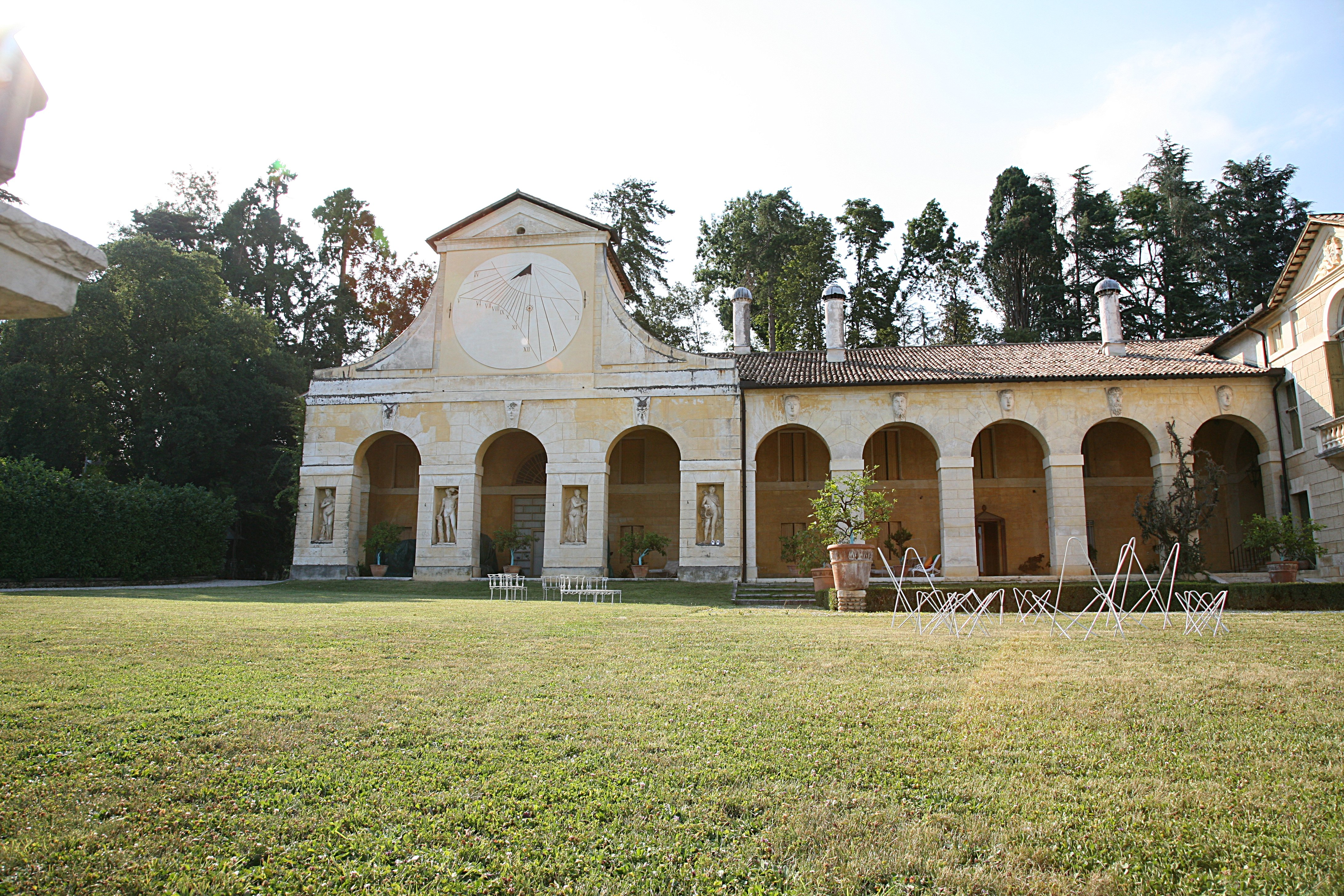
Uma das alas laterais da villa
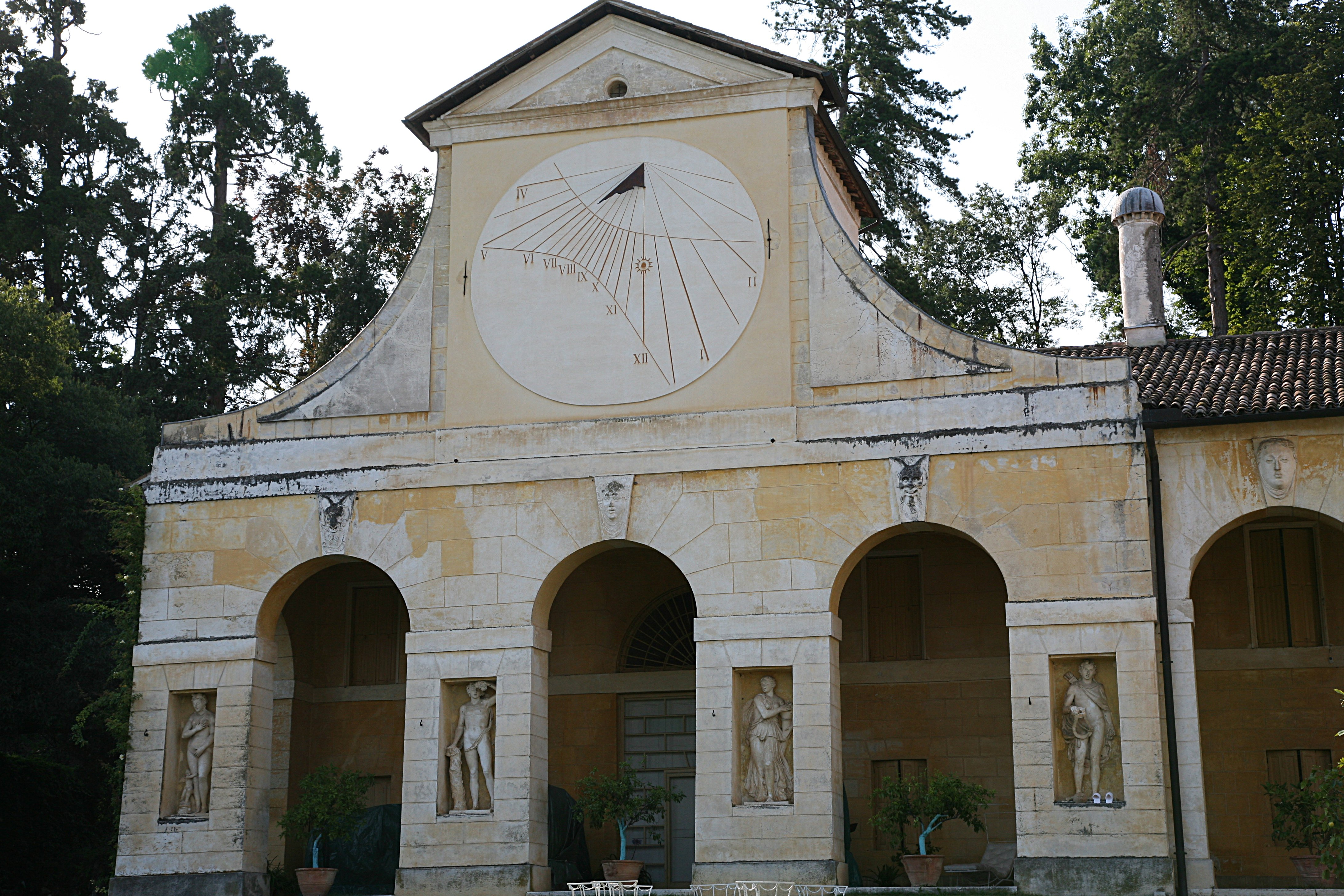
Relógio de sol num dos pavilhões
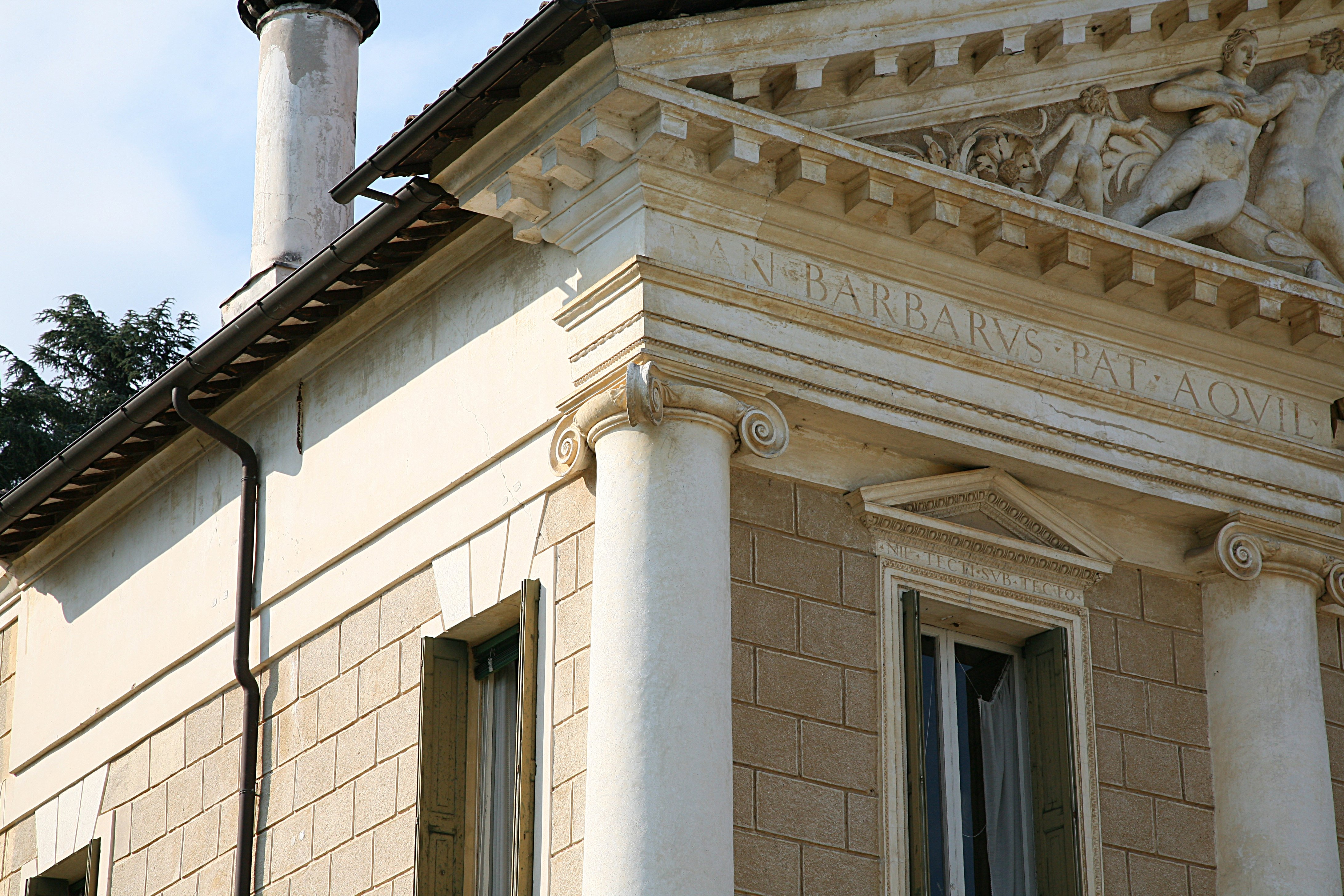
Detalhe do corpo principal
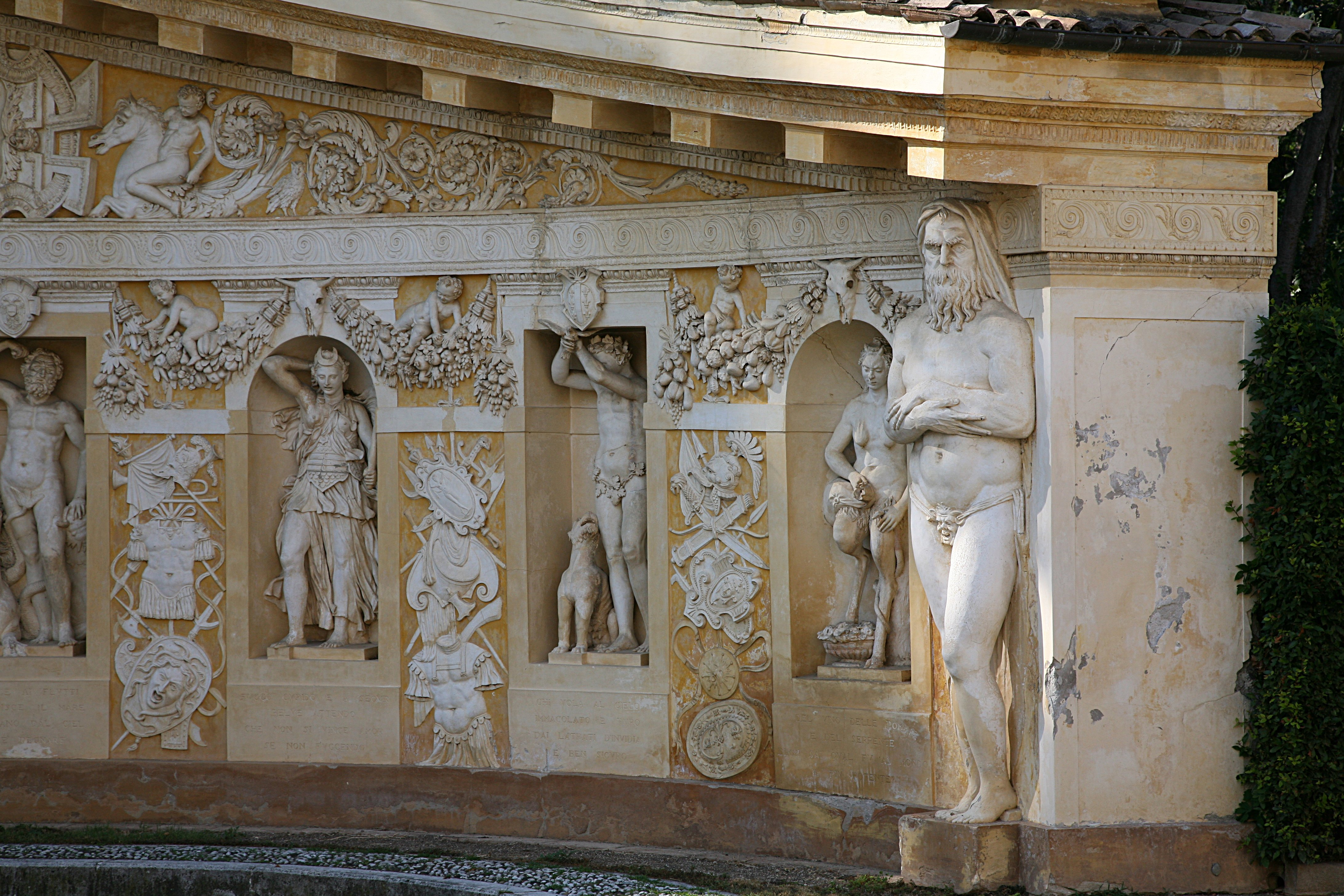
Detalhe do frontão

### Decoração interior

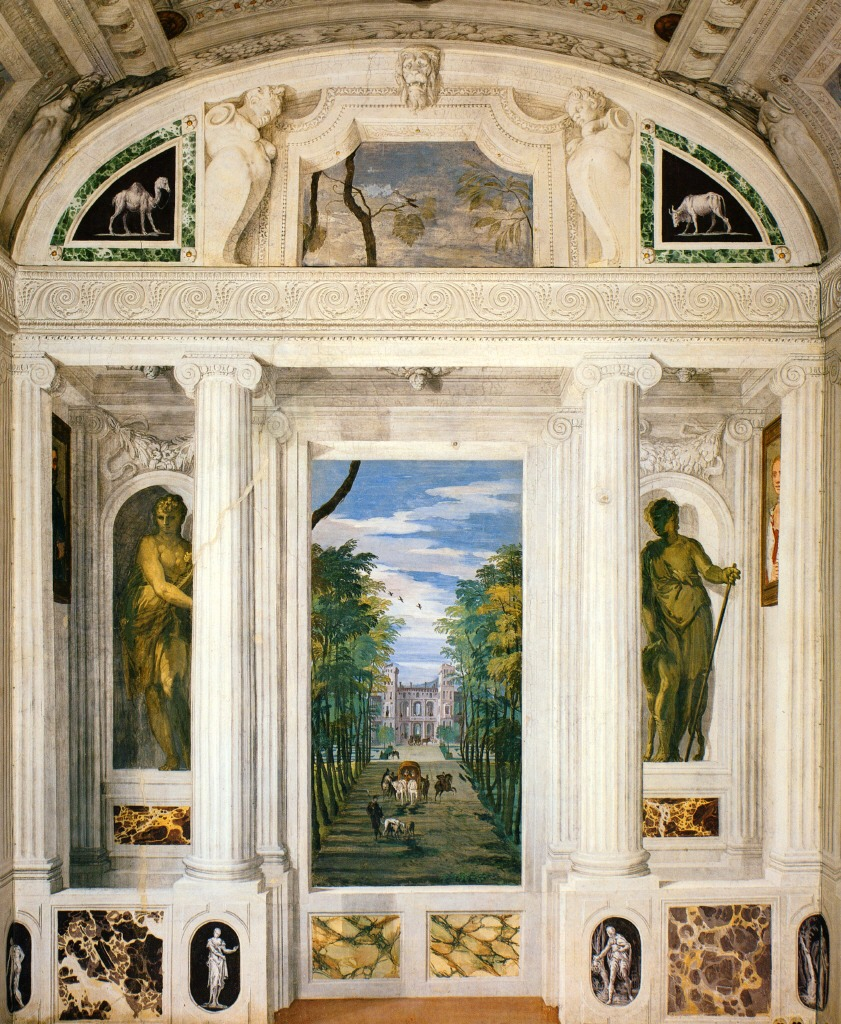
Afrescos de Veronese.

As salas de representação e os espaços residenciais do interior da villa estão pintados com afrescos do pintor Paolo Veronese no estilo mais contemporâneo do artista nesse período. Estas pinturas constituem o mais importante ciclo de afrescos do artista, sendo considerado um dos mais extraordinários ciclos de afrescos do Véneto, que inspiraram muitos dos afrescos pintados por outros artistas nas villas da época. Para ocupar-se das decorações, além de Veronese, foi chamado Alessandro Vittoria, brilhante aluno de Jacopo Sansovino, que cuidou dos acabamentos e estuque de toda a villa.
A força e a qualidade do espaço ilusionístico que se sobrepõe ao palladiano têm feito pensar numa espécie de conflito entre pintor e arquitecto, tanto mais que Veronese não vem citado na legenda da tábua dos Quattro Libri dedicada à villa. De resto, evidentemente influenciado (e provavelmente intimidado) pelo gosto e pela personalidade dos Barbaro, é muito provável que Palladio tenha reservado para si um papel técnico e de coordenação geral, deixando aos patronos — senão, segundo alguns, ao próprio Veronese — largo espaço para a invenção: prova-o o fantasioso desenho da fachada que dificilmente pode ser-lhe atribuído.
As salas internas estão divididas, partindo da primeira: Sala do Olimpo, Sala do Cruzeiro, Sala de Baco, Sala do Amor Conjugal (ou de Vénus), Sala do Cão e Sala da Lucerna (ou Madona da Papa). Os afrescos que as decoram datam do início da década de 1560, ou talvez ligeiramente antes. Na Sala do Olímpo, Veronese pintou Giustiniana, sehora da casa e esposa de Marcantonio Barbaro, com o seu filho mais novo, a governanta e as mascotes da família, um papagaio e um cão spaniel. O cãpo da família também aparece noutra sala, precisamente a Sala do Cão. A Sala do Cruzeiro representa paisagens imaginárias e o pessoal da villa assumando-se por trás de portas em trompe-l'oeil. A Sala da Lucerna tem imagens simbolizando o comportamento e a força virtuosos. A Sala de Baco mostra cenas de vindima e uma chaminé esculpida com a figura da Abundância, reflexo dos ideais bucólicos e do esplendor da villa. Dentro do tecto da abóbada central há um afresco dos planetas representados pelas antigas divindades. A deusa da Terra, Gaia, está curiosamente representada com um dragão.

### O Templo

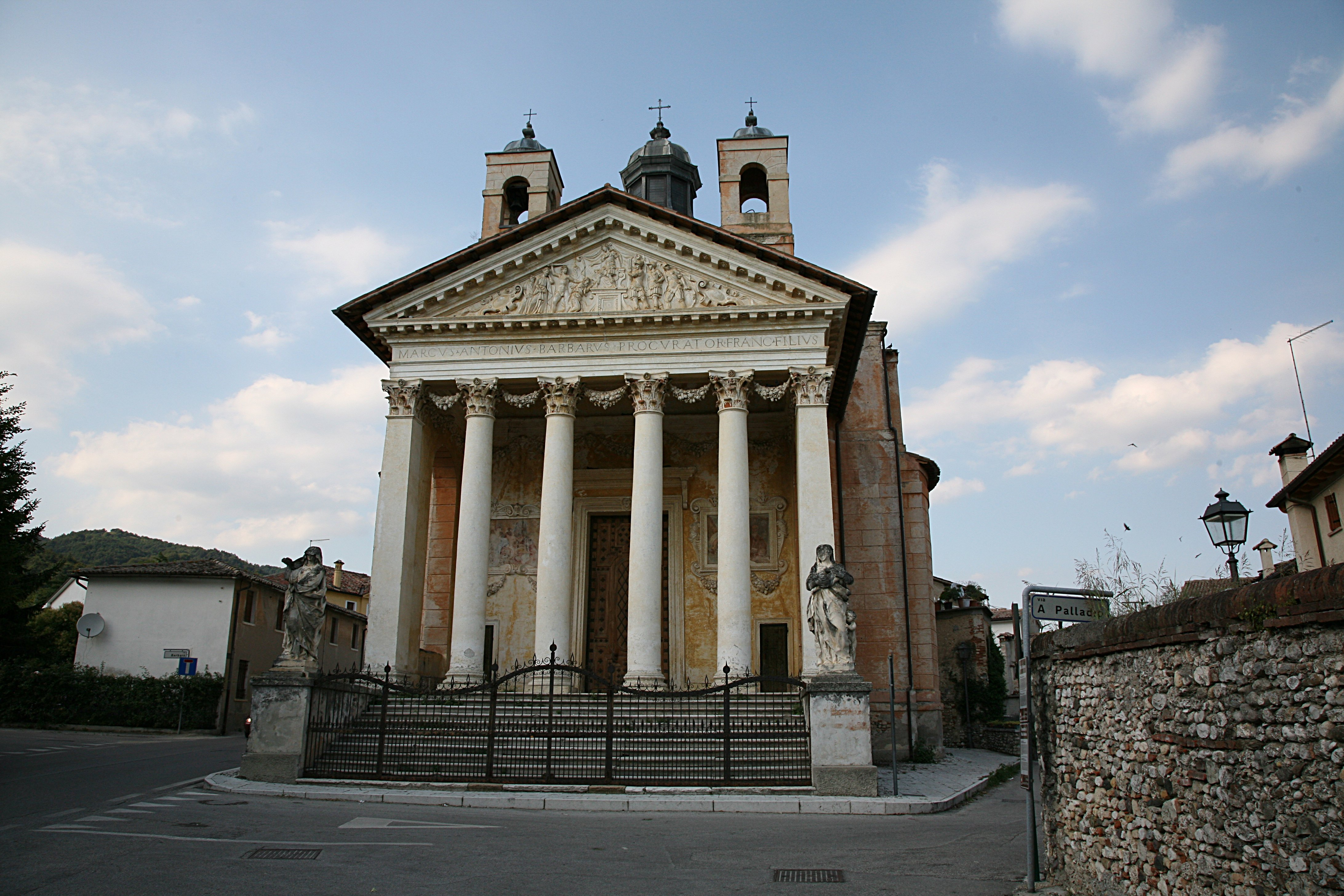
O Templo da Villa Barbaro.

Junto ao declive onde surge a villa, Palladio realizou em seguida um refinado templo destinado a cumprir a dupla função de capela de villa e igreja paroquial para a aldeia de Maser. Não se conhece com certeza a data do início dos trabalhos de construção, No friso estão inscritos o ano 1580, o nome do patrono, Marcantonio Barbaro, e o de Palladio.
Juntamente com o Teatro Olímpico, este pequeno templo é a última obra de Palladio, que a tradução diz ter morrido precisamente em Maser.
Os modelos de referência do edifício são claramente o Panteão, mas também a reconstrução oferecida pelo próprio Palladio do Mausoléu de Rómulo na Via Ápia. Ao mesmo tempo, é possível que no templo converjam as reflexões palladianas para a solução com planta central do projecto para a Igreja do Redentor, depois abandonda a favor da variante longitudinal, mas que o próprio Marcantonio Barbaro tinha apoiado na primeira pessoa.
A planimetria do edifício é inovadora porque combina suimultaneamente um cilíndro e uma cruz grega. Quatro sólidas pilastras servem de contrafortes à cúpula, que é inspirada expressamente na do Panteão e, portanto, à antiga, ao contrário daquelas da Basílica de São Jorge Maior e do Redentor. Muitos estudiosos têm dificuldades em atribuir a Palladio a rica decoração em estuque do interior, que, todavia, é muito semelhante àquela presente no interior e no exterior dos palácios palladianos da década de 1570.

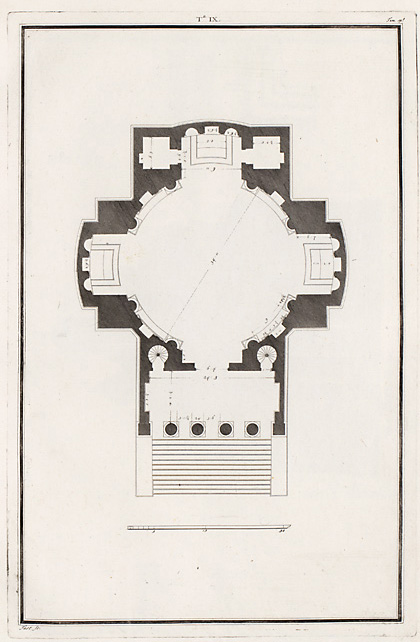
Planta do Templo (Ottavio Bertotti Scamozzi, 1783).
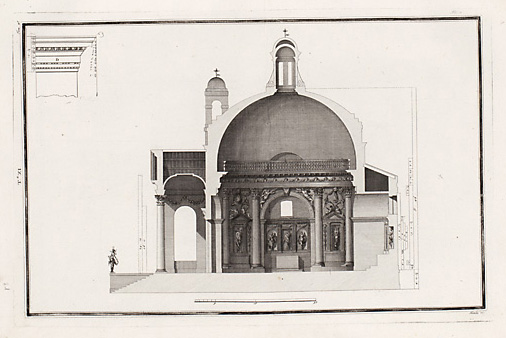
Secção do Templo (Bertotti Scamozzi, 1783).
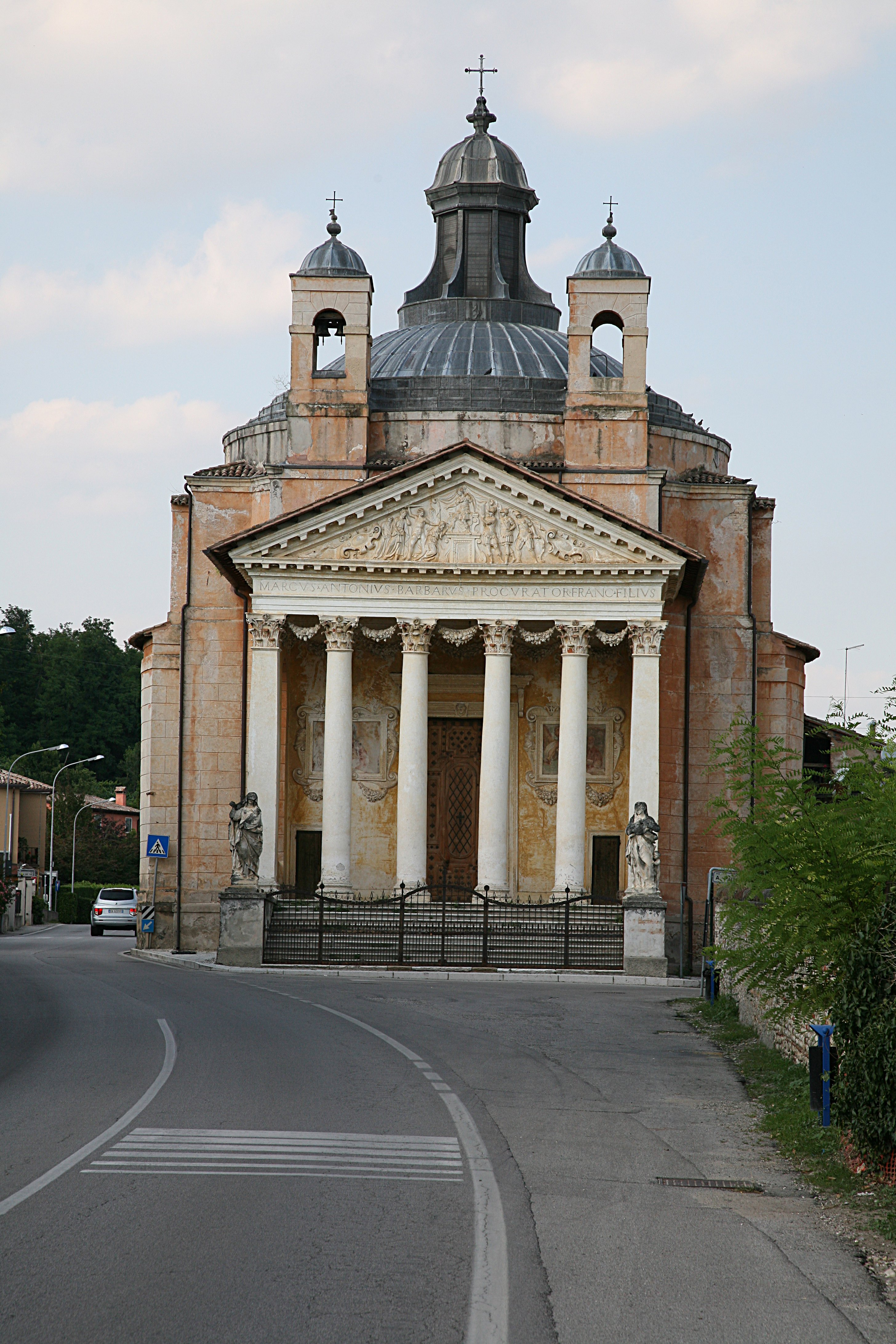
Vista geral do Templo.
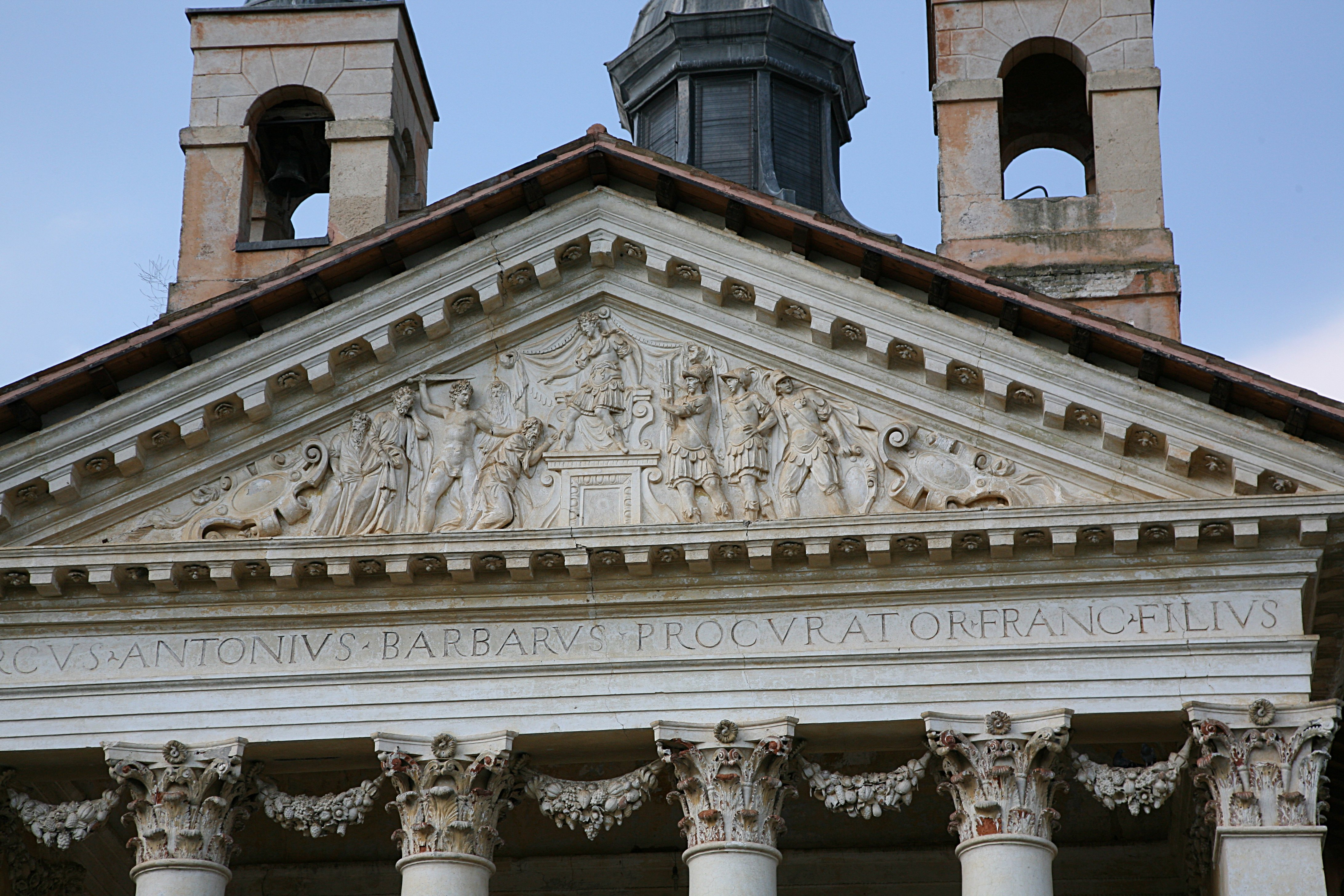
Frontão do Templo

### O Ninfeu
Nos terrenis posteriores à villa existe um ninfeu, uma estrutura arquitectónica com vários nichos e um arco que emoldura um manancial natural que surgiu desde a antiguidade. Este ninfeu é dedicado aos espíritos dos bosques, em honra da envolvência campestre da villa. Tem sete estátuas figurativas em nichos e quatro figuras que praticamente se mantêm em pé por si só e podem ter sido esculpidas pelo próprio Marcantonio Barbaro. O manancial forma um tanque que pode ser usado para pescar. A água também fluia para a cozinha e regava os jardins.

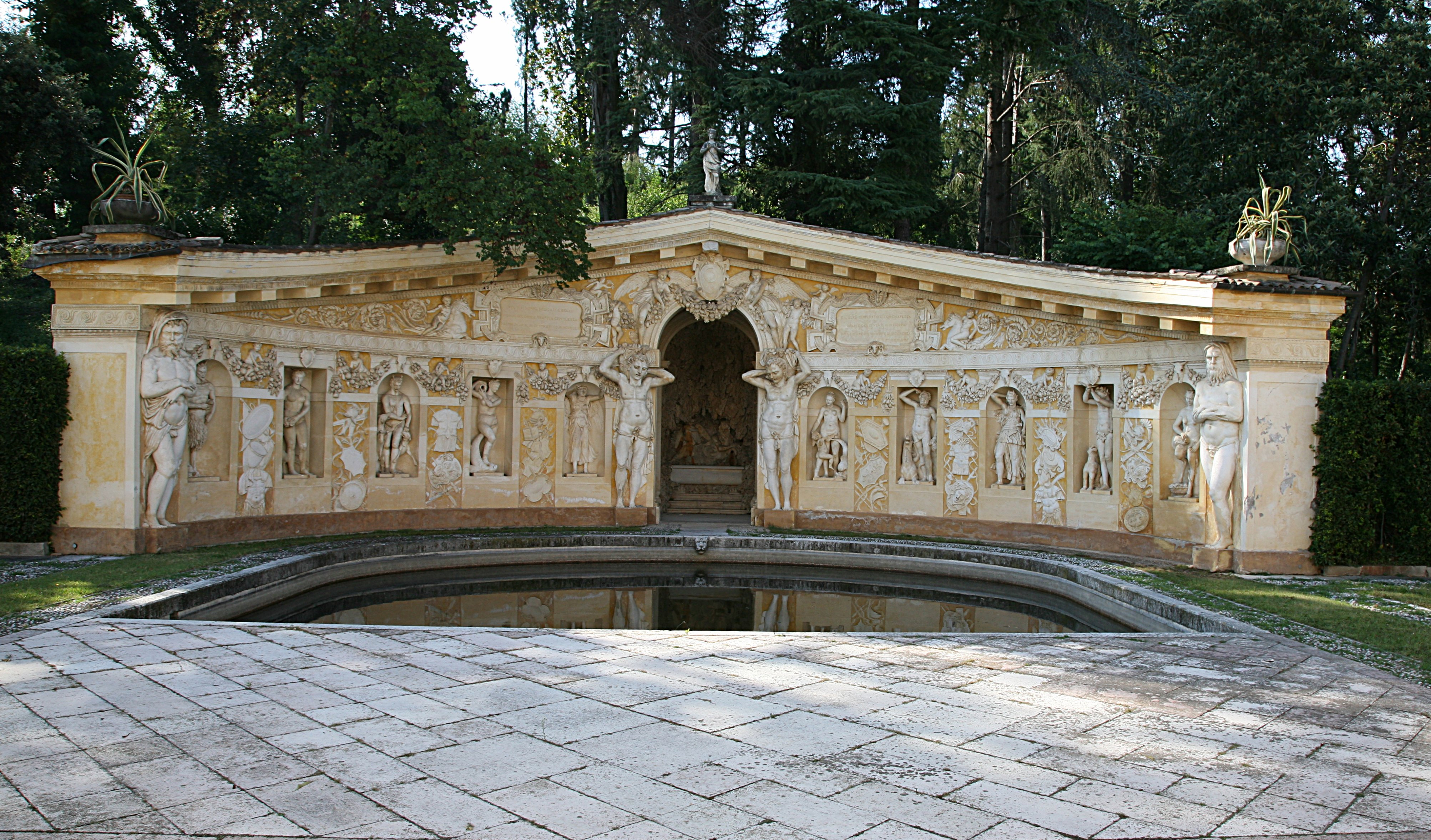
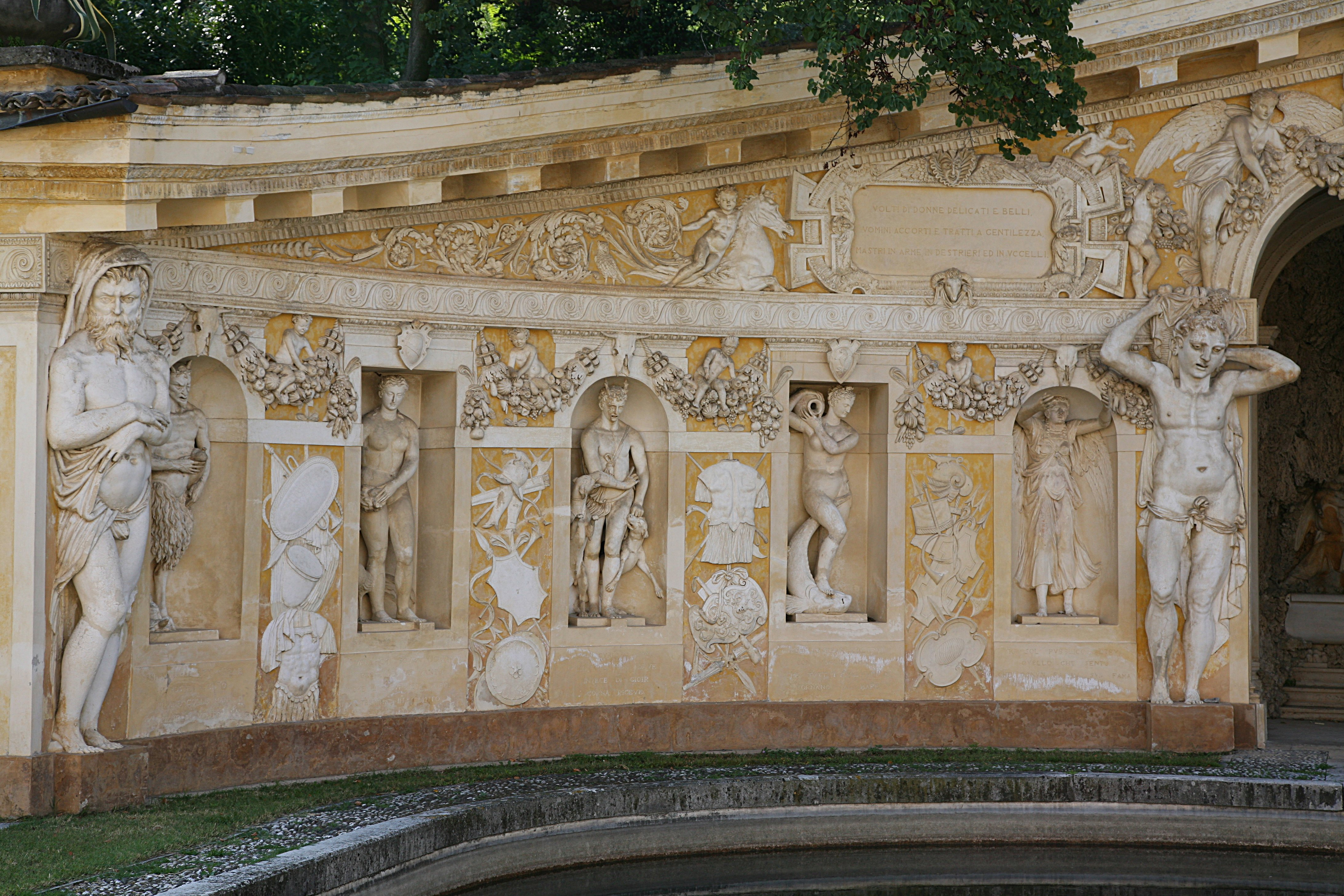
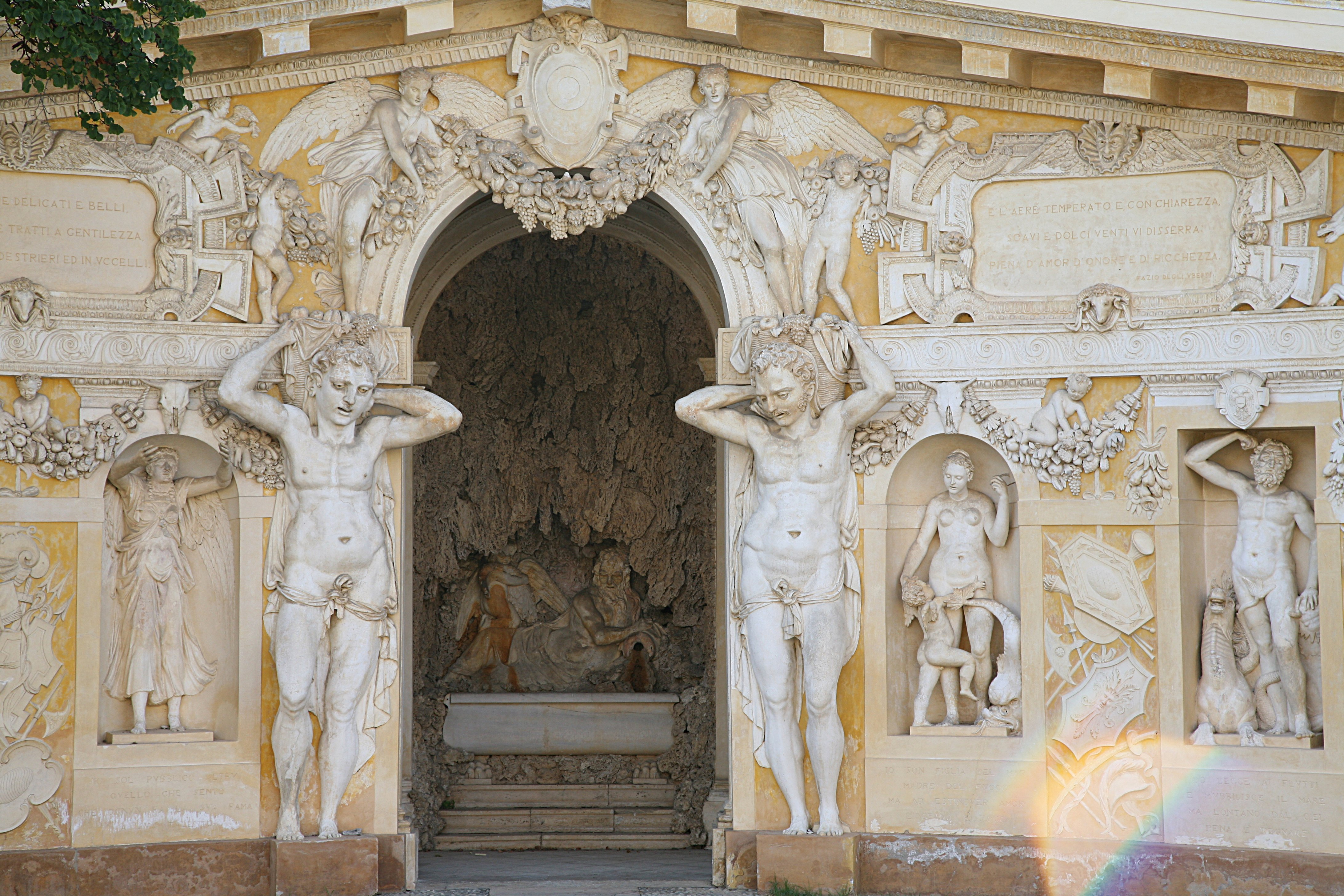
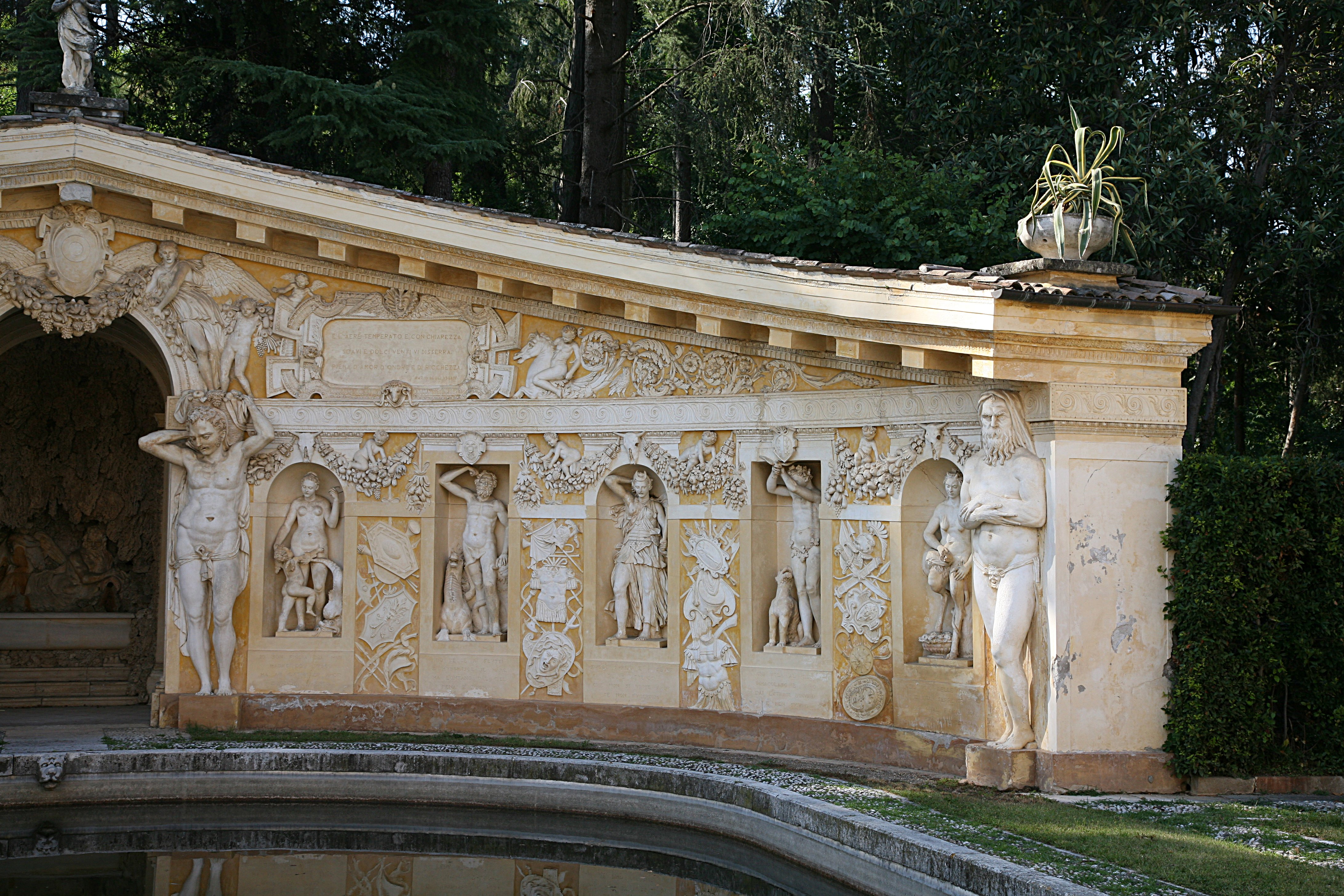